# Engenville
Engenville je francouzská obec v departementu Loiret v regionu Centre-Val de Loire. V roce 2012 zde žilo 547 obyvatel.

## Sousední obce
Audeville, Césarville-Dossainville, Guigneville, Intville-la-Guétard, Marsainvilliers, Pithiviers-le-Vieil, Ramoulu

## Vývoj počtu obyvatel
Počet obyvatel